# Condado de Monterrey (título nobiliario)
El condado de Monterrey es un título nobiliario español creado en 1474 por el rey Enrique IV de Castilla a favor de Sancho Sánchez de Ulloa.
El 4 de octubre de 1492, los Reyes Católicos ordenaron a Sancho de Ulloa «que de aquí adelante no vos intituleys Conde de la dicha villa de Monterrey» «por molestar a los vasallos de Francisco de Zúñiga».
Posteriormente, la reina Juana I de Castilla el 24 de diciembre de 1513, expidió una real cédula por la cual se otorgaba nuevamente el título en favor de Alonso de Zúñiga y Acevedo Fonseca:

...cuya es la villa de Monte Rey, acatando los muchos y buenos y leales servizios que me habéis hecho o facedes cada día, y en alguna enmienda y remuneración de ellos mi merced y voluntad es: que seades Conde de Monte Rey y que os podáis intitular e intituléis, llamar y llaméis y firméis como Conde...
Fragmento de la Real Cédula de 24 de diciembre de 1513.

El 11 de julio de 1628 el rey Felipe IV de España le concedió la grandeza de España siendo titular Manuel Alonso de Zúñiga y Acevedo, VI conde de Monterrey, virrey de Nápoles. Actualmente, el título está en posesión de Carlos Fitz-James Stuart, XIX duque de Alba, XVII conde de Monterrey, grande de España.
Entre el patrimonio familiar destacan el castillo de Monterrey, en el municipio homónimo, y el palacio de Monterrey, en Salamanca, construido por el III conde.

## Denominación
Su nombre se refiere al municipio gallego de Monterrey, en la provincia de Orense.

## Antecedentes
Antes del 17 de febrero de 1466 Alfonso de Castilla concedió el vizcondado de Monterrey a Juan de Zúñiga, señor de Monterrey (m. Zamora, 5 de enero de 1474). Juan de Zúñiga era hijo del primer matrimonio de Diego López de Zúñiga el Joven —I señor de Monterrey e hijo de Diego López de Zúñiga, justicia mayor, y de Juana García de Leyva—, y de Elvira de Biedma. Juan de Zúñiga casó en primeras nupcias con María de Bazán —hija de Pedro González de Bazán, I vizconde de Palacios de la Valduerna, y de Teresa Pimentel—, y en segundas con María Enríquez de Guzmán —hija de Enrique Enríquez de Mendoza, I conde de Alba de Liste, y de María de Guzmán—. Teresa de Zúñiga y Biedma (m. 1484), II vizcondesa de Monterrey e hija de Juan de Zúñiga y de su primera esposa, casó con Sancho Sánchez de Ulloa (1442-1505).
Debido a la vinculación previa de la casa de Monterrey en mayorazgo de los Zúñiga, los sucesivos condes de Monterrey tomarían el apellido y las armas de Zúñiga, a pesar de su pertenencia al linaje de Ulloa, cuyas armas preceden a Zúñiga en el escudo.

## Condes de Monterrey
|                                     | Titular                                              | Periodo                             |                                     |
| Creación por Enrique IV de Castilla | Creación por Enrique IV de Castilla                  | Creación por Enrique IV de Castilla | Creación por Enrique IV de Castilla |
| ----------------------------------- | ---------------------------------------------------- | ----------------------------------- | ----------------------------------- |
| I                                   | Sancho Sánchez de Ulloa                              | 1474-1492                           |                                     |
| II                                  | Francisca de Zúñiga y Ulloa                          | ¿1505?-1513                         |                                     |
| III                                 | Alonso de Zúñiga y Acevedo Fonseca                   | 1513-1559                           |                                     |
| IV                                  | Jerónimo de Zúñiga Acevedo y Fonseca                 | 1559-1563                           |                                     |
| V                                   | Gaspar de Zúñiga Acevedo y Velasco                   | 1563-1606                           |                                     |
| VI                                  | Manuel Alonso de Zúñiga Acevedo y Fonseca            | 1606-1653                           |                                     |
| VII                                 | Inés de Zúñiga Ayala y Guzmán                        | 1653-1710                           |                                     |
| VIII                                | Catalina de Haro y Guzmán                            | 1710-1733                           |                                     |
| IX                                  | María Teresa Álvarez de Toledo y Haro                | 1733-1755                           |                                     |
| X                                   | Fernando de Silva y Álvarez de Toledo                | 1755-1776                           |                                     |
| XI                                  | María Teresa de Silva                                | 1776-1802                           |                                     |
| XII                                 | Carlos Miguel Fitz-James Stuart y Silva              | 1802-1835                           |                                     |
| XIII                                | Jacobo Fitz-James Stuart y Ventimiglia               | 1847-1881                           |                                     |
| XIV                                 | Carlos María Fitz-James Stuart y Portocarrero        | 1882-1901                           |                                     |
| XV                                  | Jacobo Fitz-James Stuart y Falcó                     | 1902-1953                           |                                     |
| XVI                                 | María del Rosario Cayetana Fitz-James Stuart y Silva | 1955-2014                           |                                     |
| XVII                                | Carlos Fitz-James Stuart y Martínez de Irujo         | 2015-actual titular                 |                                     |

## Historia de los condes de Monterrey
- Sancho Sánchez de Ulloa (1442-Zamora, 1505), I conde de Monterrey,[4][11] señor de Monterroso,[a] capitán en la conquista de Granada, hijo de Lope Sánchez de Ulloa XI señor de Ulloa,[4] —a su vez, hijo de Gonzalo Ozorez de Ulloa, X señor de Ulloa—, y de Inés de Castro Lara y Guzmán.[12][4] Sancho era hermano de María de Ulloa (m. 1506) quien de su relación con el arzobispo Alonso de Fonseca y Acevedo, tuvo dos hijos: Alonso de Fonseca y Ulloa, arzobispo de Santiago de Compostela y de Toledo, y Diego de Acevedo y Fonseca, el primer esposo de Francisca de Zúñiga y Ulloa, la II condesa de Monterrey.[12] El 24 de septiembre de 1505  y estando en Zamora, otorgó testamento y falleció poco después.[4]

Casó con Teresa de Zúñiga y Biedma (m. 1484), II vizcondesa de Monterrey. Después de enviudar, Sancho contrajo un segundo matrimonio con Isabel Manrique, hija de los II condes de Castañeda, y viuda de Pedro de Velasco y Carrillo de Mendoza, II señor de Salinas del Río Pisuerga y Casas del Carrión. Le sucedió su hija del primer matrimonio:
- Francisca de Zúñiga y Ulloa (m. 1526), II condesa de Monterrey.[14][11]

Casó en primeras nupcias con Diego de Acevedo y Fonseca (m. 1496), señor de Babilafuente, y en segundas con Fernando de Andrade das Mariñas, I conde de Andrade. Le sucedió su hijo del primer matrimonio:
- Alonso de Zúñiga y Acevedo Fonseca (1496-1559),[10] III conde de Monterrey.[11]

Casó con María Pimentel, hija de Alonso Pimentel y Pacheco, II duque de Benavente y IV conde de Mayorga y de su segunda esposa  Inés Enríquez de Mendoza. Le sucedió su hijo:
- Jerónimo de Zúñiga Acevedo y Fonseca (m. 1563), IV conde de Monterrey.[11]

Casó el 4 de febrero de 1549 con Inés de Velasco.  Le sucedió su hijo:
- Gaspar de Zúñiga Acevedo y Velasco (1560-10 de febrero de 1606), V conde de Monterrey,[11] señor de Biedma, Ulloa y de la casa de la Ribera, pertiguero mayor de Santiago de Compostela, virrey de Nueva España y del Perú.[14]

- Manuel Alonso de Zúñiga Acevedo y Fonseca (1586-22 de marzo de 1653), VI conde de Monterrey,[11] grande de España, II conde de Fuentes de Valdepero,[15] virrey de Nápoles, embajador en Roma, miembro del Consejo de Estado y presidente del Consejo de Italia.[14]

Casó con Leonor de Guzmán (m. 1654). Sin descendencia, le sucedió su sobrina:
- Inés Francisca de Zúñiga Ayala y Guzmán (m. 10 de mayo de 1710), VII condesa de Monterrey,[11][16] grande de España, IV condesa de Ayala,[16] III condesa de Fuentes de Valdepero, II marquesa de Tarazona[16][17] y IX marquesa de la Mota.[16] Era hija de Fernando de Toledo Fonseca y Ayala, II conde de Ayala, virrey de Sicilia, señor de Villoria y Doncos, y de su primera esposa, Isabel de Zúñiga y Fonseca Claerhout y Acevedo,[17] I marquesa de Tarazona.[18]

Casó en 1657 con Juan Domingo de Haro y y Fernández de Córdoba (1640-1716), también llamado Juan Domingo de Haro y Guzmán, gobernador de los Países Bajos, ministro plenipotenciario ante Holanda y comendador de Castilla en la Orden de Santiago  No tuvieron descendencia, por lo que sucedió su sobrina:
- Catalina de Haro y Guzmán (13 de marzo de 1672-2 de noviembre de 1733),[19] VIII condesa de Monterrey,[11] VIII marquesa del Carpio,[17][14] III duquesa de Montoro, VI condesa-duquesa de Olivares, IV marquesa de Eliche, IV condesa de Morente, IV condesa de Fuentes de Valdepero y señora de Adamuz y Pedro Abad.[19] Era hija única de Gaspar de Haro y Fernández de Córdoba —de quien heredó sus títulos—, y de su segunda esposa, Teresa Enríquez de Cabrera y Toledo.[19]

Casó el 28 de febrero de 1688 con Francisco Álvarez de Toledo y Silva (1662-22 de marzo de 1739), X duquesa de Alba, XII conde de Osorno, etc. El condado de Monterrey, como resultado de este matrimonio, recayó en la Casa de Alba. Le sucedió su hija:
- María Teresa Álvarez de Toledo y Haro (1691-22 de enero de 1755), IX condesa de Monterrey,[11] grande de España', XI duquesa de Alba,[21], XIII condesa de Lerín,  XII condesa de Osorno, IV marquesa de Tarazona, V condesa de Fuentes de Valdepero,[20] etc.

Casó el 8 de julio de 1714 con Manuel de Silva Mendoza, X conde de Galve. Le sucedió su hijo:
- Fernando de Silva y Álvarez de Toledo, (Viena, 27 de octubre de 1714-15 de noviembre de 1776), X conde de Monterrey,[11][20] grande de España y XII duque de Alba,[21] V marqués de Tarazona, VI conde de Fuentes de Valdepero,[22] etc., capitán general de los Reales Ejércitos, mayordomo mayor, decano del Consejo de Estado, director de la Real Academia Española y caballero de la Orden del Toisón de Oro.[23]

Casó el 11 de octubre de 1731 con María Manuela Bernarda de Toledo y Portugal, X duquesa de Huéscar. Le sucedió su nieta, hija de su hijo Francisco de Paula de Silva y Álvarez de Toledo, que falleció antes que su padre en 1770, y de su esposa y prima María Pilar Ana de Silva y Sarmiento de Sotomayor:
- María Teresa de Silva, también llamada María Pilar Teresa Cayetana de Silva y Silva Álvarez de Toledo,[24] (Madrid, 1762-23 de julio de 1802), XI condesa de Monterrey,[11] grande de España y XIII duquesa de Alba,[23] VII marquesa de Tarazona, VII condesa de Fuentes de Valdepero,[24] etc.

Casó con su primo José María Álvarez de Toledo y Guzmán, XV duque de Medina Sidonia.  Sin descendencia, le sucedió su sobrino:
- Carlos Miguel Fitz-James Stuart y Silva (Madrid, 19 de julio de 1794-7 de octubre de 1835), XII conde de Monterrey,[11][24] grande de España, XIV duque de Alba, XVIII condado de Lemos,[26] XIII marqués de Tarazona, VIII conde de Fuentes de Valdepero, etc.[24] y prócer del Reino.[23] hijo de Jacobo Felipe Fitz-James Stuart zu Stolberg-Gedern y de María Teresa de Silva-Fernández de Híjar y de Palafox.[26]

Casó el 15 de febrero de 1817 con Rosalía de Ventimiglia y Moncada (1798-1868). El 21 de noviembre de 1847 le sucedió su hijo:
- Jacobo Fitz-James Stuart y Ventimiglia (Palermo, 3 de junio de 1821-10 de julio de 1881), XIII conde de Monterrey,[24][11] grande de España, XV duque de Alba, IX marqués de Tarazona, IX conde de Fuentes de Valdepero,[24] etc. y senador.[23]

Casó con el 14 de febrero de 1844 con Francisca de Sales Portocarrero y Kirkpatrick, IX condesa de Montijo. El 26 de abril de 1882 sucedió su hijo:
- Carlos María Fitz-James Stuart y Portocarrero (Madrid, 4 de diciembre de 1849-13 de octubre de 1901), XIV conde de Monterrey,[11][27] grande de España, XVI duque de Alba, X marqués de Tarazona, X conde de Fuentes de Valdepero, etc.,[27] senador, caballero del Toisón de Oro,[23] etc.

Casó el 10 de diciembre de 1877 con María Rosario Falcó y Osorio, XXI condesa de Siruela. El 9 de septiembre de 1902 sucesió su hijo:
- Jacobo Fitz-James Stuart y Falcó (Madrid, 17 de octubre de 1878-24 de septiembre de 1953), XV conde de Monterrey,[11][27] grande de España, XVII duque de Alba, XI marqués de Tarazona, XI conde de Fuentes de Valdepero, XX conde de Villalba, II duque de Huéscar, etc.[27] ministro de Estado e Instrucción Pública, director de la Real Academia de la Historia, embajador en Londres, senador y caballero del Toisón de Oro, etc.[23]

Casó el 7 de octubre de 1920, en Londres, con María del Rosario de Silva y Gurtubay, X marquesa de San Vicente del Barco. El 18 de febrero de 1955 sucedió su hija:
- Cayetana Fitz-James Stuart (Madrid, 28 de marzo de 1926-Sevilla, 20 de noviembre de 2014),  XVI condesa de Monterrey,[11] grande de España, XVIII duquesa de Alba,[23] XII marquesa de Tarazona, XIIcondesa de Fuentes de Valdepero, etc.[27] El 10 de julio de 2015 sucedió su hijo:[11]

- Carlos Fitz-James Stuart y Martínez de Irujo, XVII conde de Monterrey,[29] grande de España, XIX duque de Alba,[30] XIII marqués de Tarazona, XIII conde de Fuentes de Valdepero,[31] etc.